# Austin Samuels
Austin Samuels (* 20. November 2000 in Wolverhampton) ist ein englischer Fußballspieler, der zuletzt bei Inverness Caledonian Thistle unter Vertrag stand.

## Karriere

### Verein
Austin Samuels begann seine Karriere bei den Newbridge Rangers, bevor er als Achtjähriger zu den Wolverhampton Wanderers kam. Ab dem Jahr 2018 kam er in der U-23-Mannschaft der „Wolves“ zum Einsatz. Ab Januar 2020 wurde Samuels an die Kidderminster Harriers verliehen, für die er in der National League sechsmal zum Einsatz kam. Ab Oktober 2020 folgte eine weitere Leihe an den Viertligisten Bradford City. In der ersten Hälfte der Saison 2020/21 kam er unter Stuart McCall auf zwölf Spiele in der Liga und zwei im FA Cup. Im englischen Pokal erzielte er sein erstes Tor im Herrenbereich. Nachdem er im Januar 2021 vorzeitig zu den „Wolves“ zurückgerufen wurde, spielte er weiterhin in der U23 des Vereins. Ab August 2021 wurde Samuels an den FC Aberdeen nach Schottland verliehen.

### Nationalmannschaft
Austin Samuels spielte im Jahr 2015 fünfmal in der englischen U16-Nationalmannschaft und erzielte dabei zwei Tore.